# La Bataille de Maldon
La Bataille de Maldon est un poème en vieil anglais. Son sujet est la bataille de Maldon, une victoire remportée par les Vikings sur les Anglo-Saxons à Maldon, en Essex, en 991. Il ne subsiste que 325 vers du poème, le début et la fin étant perdus.
Sa date de composition est sujette à débat : il a nécessairement été écrit après 991, mais peut-être pas immédiatement après les faits.

## Histoire textuelle
L'unique manuscrit connu du poème se composait de trois bifolia, des pages pliées en deux pour former un petit livret de six pages. Il en manquait déjà le début et la fin lorsqu'il fut catalogué, en 1621, dans la bibliothèque du collectionneur anglais Robert Bruce Cotton. À cette date, le livret était intégré dans un autre manuscrit, qui reçut la cote MS Cotton Otho A.xii.
Le poème fut publié pour la première fois en 1726 par Thomas Hearne à partir d'une transcription linéaire réalisée par David Casley, le directeur adjoint de la bibliothèque Cotton. Cinq ans plus tard, en 1731, un incendie frappa Ashburnham House, le manoir où était conservée la bibliothèque Cotton. Plusieurs manuscrits en ressortirent irrémédiablement endommagés, dont Othon A.xii. C'est par conséquent la transcription de Casley (longtemps attribuée à tort à John Elphinston) qui est utilisée par toutes les éditions modernes du poème.

## Résumé
La partie du poème qui a subsisté s'ouvre sur les Anglo-Saxons descendant de leurs chevaux pour se préparer au combat, derrière leur seigneur Byrhtnoth. Un messager danois leur propose de verser une rançon en échange de la paix, ce que Byrhtnoth refuse. Toutefois, il accède à la demande des envahisseurs de leur céder suffisamment de terrain pour qu'ils puissent manœuvrer à l'aise. La bataille s'engage alors.
Le poète décrit ensuite le sort de plusieurs guerriers anglo-saxons qui tombent héroïquement face à la horde d'envahisseurs anonymes. Byrhtnoth lui-même tombe face à l'ennemi et meurt après avoir recommandé son âme à Dieu. Cependant, tous ne font pas preuve du même courage : Godric, fils d'Offa, préfère fuir le champ de bataille sur le cheval de Byrhtnoth. La vision du cheval de leur seigneur s'enfuyant sème le désespoir parmi les Anglais, mais plusieurs d'entre eux réitèrent leur loyauté à Byrhtnoth et leur volonté de mourir avec lui, à l'image du vieux serviteur Byrhtwold qui prononce les vers les plus connus du poème :
| Hige sceal þe heardra, heorte þe cenre, mod sceal þe mare þe ure mægen lytlað. | L'âme sera d'autant plus ferme, plus hardi le cœur, Plus grand le courage, que diminue notre force. |

Le poème s'interrompt peu après.

## Éditions
- (en) E. V. Gordon (éd.), The Battle of Maldon, Methuen, 1937.
- (en) Donald Scragg (éd.), The Battle of Maldon, Manchester University Press, 1981.